# Mirko Slomka
Mirko Slomka, född 12 september 1967 i Hildesheim, är en tysk fotbollstränare. 
Slomka var huvudtränare för Schalke 04 mellan åren 2006 och 2008. Innan dess hade han jobbat som assisterande tränare inom samma klubb då han bland annat säsongen 2005/2006 ledde laget till semifinal i UEFA-cupen. 

## Tränaruppdrag
- Tennis Borussia Berlin (2000)
- Schalke 04 (2006–2008)
- Hannover 96 (2010–2013)
- Hamburger SV (2014)
- Karlsruher SC (2016–2017)
- Hannover 96 (2019)